# Un segreto
Un segreto è un singolo dei Ridillo pubblicato nel 2011.
Il brano è estratto dall'album Playboys. Esiste anche in formato CD singolo promozionale con la sola title track. Nell'edizione commerciale digitale, sono inclusi anche It's Not Unusual (cover del classico di Tom Jones) e Navi (cover di (Sittin' on) the Dock of the Bay di Otis Redding). In una seconda edizione digitale è incluso il videoclip di Non è normale.

## Tracce
Download digitale
1. Un segreto (soul version) - 3:39
2. It's Not Unusual - 3:26
3. Navi (Sittin' on the Dock of the Bay) - 3:01